# Weerstatistieken juli Nederland en België
Deze pagina bevat de gemiddelde waarden en de uitzonderlijke gebeurtenissen op weergebied in de maand juli in Nederland en België, zoals geregistreerd door respectievelijk de KNMI-weerstations in Nederland en het KMI in Ukkel, België.

## Weerstatistieken maand juli in Nederland 1901-2023

### Gemiddelden
Langjarige gemiddelden in het tijdvak 1991-2020.
|                                                  | De Bilt | Eelde | Rotterdam | Maastricht |
| ------------------------------------------------ | ------- | ----- | --------- | ---------- |
| Gemiddelde temperatuur in graden Celsius         | 18,3    | 17,5  | 18,2      | 18,8       |
| Gemiddelde minimumtemperatuur in graden Celsius  | 13,0    | 12,2  | 13,4      | 13,8       |
| Gemiddelde maximumtemperatuur in graden Celsius  | 23,1    | 22,7  | 22,7      | 23,8       |
| Dagen met max temperatuur > 20 °C                | 23,3    | 21,7  | 22,0      | 24,6       |
| Gemiddelde relatieve vochtigheid in procenten    | 76,5    | 79,8  | 77,2      | 73,1       |
| Gemiddelde neerslagduur in procenten van de tijd | 5,7     | 6,0   | 5,6       | 5,2        |
| Gemiddelde neerslaghoeveelheid in mm             | 85,2    | 85,0  | 78,6      | 63,8       |
| [ 1 ]                                            |         |       |           |            |

### Extremen
Hieronder volgen ranglijsten voor de hoogste en laagste gemiddelde temperatuur, de grootste en laagste neerslagsom en het grootste en laagste aantal uren zonneschijn, zoals gemeten op het KNMI-station in De Bilt tussen 1901 en 2023. De lijst van maandrecords is samengesteld uit de beschikbare gegevens van de genoemde stations.
| #     | Hoogste gemiddelde temperatuur in °C | Hoogste gemiddelde temperatuur in °C | Grootste neerslagsom in mm | Grootste neerslagsom in mm | Grootste aantal uren zonneschijn | Grootste aantal uren zonneschijn | #   |
| ----- | ------------------------------------ | ------------------------------------ | -------------------------- | -------------------------- | -------------------------------- | -------------------------------- | --- |
| 1.    | 2006                                 | 22,3                                 | 1930                       | 192,0                      | 2018                             | 340,6                            | 1.  |
| 2.    | 1994                                 | 21,4                                 | 1966                       | 190,8                      | 1904                             | 306,6                            | 2.  |
| 3.    | 2018                                 | 20,7                                 | 2011                       | 179,3                      | 2006                             | 306,5                            | 3.  |
| 4.    | 1995                                 | 20,1                                 | 1993                       | 171,0                      | 1959                             | 288,7                            | 4.  |
| 5.    | 1983                                 | 20,1                                 | 1942                       | 167,2                      | 1994                             | 288,4                            | 5.  |
| 6.    | 2010                                 | 19,9                                 | 1987                       | 164,4                      | 1947                             | 280,2                            | 6.  |
| 7.    | 2014                                 | 19,8                                 | 2007                       | 160,6                      | 1911                             | 275,7                            | 7.  |
| 8.    | 1976                                 | 19,3                                 | 2005                       | 158,5                      | 2022                             | 274,0                            | 8.  |
| 9.    | 2013                                 | 19,2                                 | 1980                       | 146,7                      | 1934                             | 260,9                            | 9.  |
| 10.   | 1999                                 | 19,1                                 | 1965                       | 142,8                      | 1941                             | 257,1                            | 10. |
| #     | Laagste gemiddelde temperatuur in °C | Laagste gemiddelde temperatuur in °C | Kleinste neerslagsom in mm | Kleinste neerslagsom in mm | Kleinste aantal uren zonneschijn | Kleinste aantal uren zonneschijn | #   |
| 1.    | 1919                                 | 13,8                                 | 2018                       | 5,3                        | 1919                             | 105,5                            | 1.  |
| 2.    | 1907                                 | 13,8                                 | 1921                       | 11,4                       | 2000                             | 122,6                            | 2.  |
| 3.    | 1954                                 | 14,3                                 | 2006                       | 15,0                       | 1909                             | 126,0                            | 3.  |
| 4.    | 1913                                 | 14,6                                 | 2022                       | 15,8                       | 1956                             | 126,8                            | 4.  |
| 5.    | 1909                                 | 14,6                                 | 1911                       | 18,1                       | 1988                             | 128,9                            | 5.  |
| 6.    | 1962                                 | 14,7                                 | 1983                       | 20,3                       | 1980                             | 131,0                            | 6.  |
| 7.    | 1965                                 | 14,9                                 | 1967                       | 20,3                       | 1961                             | 135,9                            | 7.  |
| 8.    | 1922                                 | 14,9                                 | 1943                       | 23,2                       | 1954                             | 138,1                            | 8.  |
| 9.    | 1910                                 | 15,0                                 | 1982                       | 24,4                       | 1960                             | 138,5                            | 9.  |
| 10.   | 1916                                 | 15,1                                 | 1971                       | 24,6                       | 1962                             | 139,3                            | 10. |
| [ 2 ] |                                      |                                      |                            |                            |                                  |                                  |     |

| | Officiële records         | Officiële records | Officiële records |  | Landelijke records       | Landelijke records | Landelijke records         |
| Gebeurtenis | Datum                     | Extreem           | Locatie           |  | Datum                    | Extreem            | Locatie                    |
| --- | ------------------------- | ----------------- | ----------------- |  | ------------------------ | ------------------ | -------------------------- |
| Laagste etmaalgemiddelde temperatuur (°C) | 7 juli 1903 4 juli 1962   | 10,7              | De Bilt           |  | 14 juli 1919             | 9,5                | Eelde                      |
| Hoogste etmaalgemiddelde temperatuur (°C) | 27 juli 2018              | 29,7              | De Bilt           |  | 25 juli 2019             | 31,2               | Eindhoven                  |
| Laagste minimumtemperatuur (°C) | 3 juli 1907               | 2,4               | De Bilt           |  | 18 juli 1971             | 2,0                | Deelen                     |
| Hoogste minimumtemperatuur (°C) | 27 juli 2018              | 22,4              | De Bilt           |  | 27 juli 2018             | 24,4               | Deelen                     |
| Laagste maximumtemperatuur (°C) | 7 juli 1903               | 11,1              | De Bilt           |  | 1 juli 1907              | 10,7               | Maastricht                 |
| Hoogste maximumtemperatuur (°C) | 25 juli 2019              | 37,5              | De Bilt           |  | 25 juli 2019             | 40,7               | Gilze-Rijen                |
| Hoogste uurgemiddelde windsnelheid (m/s) | 28 juli 1909              | 16,5              | De Bilt           |  | 5 juli 2023              | 30,0               | IJmuiden                   |
| Hoogste windstoot (m/s) | 18 juli 1964              | 28,8              | De Bilt           |  | 5 juli 2023              | 41,0               | IJmuiden                   |
| Langste zonneschijnduur (uur) | 6, 16 juli 1902           | 16,0              | De Bilt           |  | 6, 16 juli 1902          | 16,0               | De Bilt                    |
| Langste neerslagduur (uur) | 17 juli 1954 14 juli 2011 | 20,5              | De Bilt           |  | 14 juli 2011             | 22,9               | De Kooy                    |
| Hoogste etmaalsom van de neerslag (mm) | 19 juli 1966              | 61,2              | De Bilt           |  | 28 juli 2014             | 131,6              | Deelen                     |
| Laagste etmaalgemiddelde relatieve vochtigheid (%) | 27 juli 2018              | 34                | De Bilt           |  | 7 juli 1976              | 27                 | Eindhoven                  |
| Laagste uurwaarde luchtdruk op zeeniveau (hPa) | 10 juli 2000              | 987,5             | De Bilt           |  | 10 juli 2000             | 984,0              | Hoorn Terschelling         |
| Hoogste uurwaarde luchtdruk op zeeniveau (hPa) | 4 juli 1911               | 1033,4            | De Bilt           |  | 10 juli 1911 8 juli 2013 | 1034,6 1034,6      | De Kooy Hoorn Terschelling |
| Officiële records worden altijd gemeten op het KNMI-weerstation in De Bilt. Landelijke records kunnen worden gemeten op elk officieel KNMI-weerstation in Nederland. |                           |                   |                   |  |                          |                    |                            |

## Weerstatistieken maand juli in België 1833-heden

### Gemiddelden
Vanaf 2011 werden de nieuwe normale waarden opnieuw berekend op basis van de gemiddelde metingen in Ukkel over de referentieperiode 1980-2010.
De oude normalen hebben verschillende referentieperiodes.
De records gelden vanaf de oude referentieperiodes tot heden.
|                                     | normaal (oud) | normaal (nieuw) | record + | jaar | record - | jaar |
| ----------------------------------- | ------------- | --------------- | -------- | ---- | -------- | ---- |
| Luchtdruk in hPa                    | 1015,9        | 1016,3          | 1021,8   | 1885 | 1010     | 1888 |
| Gemiddelde windsnelheid in m/s      | 3,1           | 2,9             | 4,1      | 1954 | 2,3      | 1986 |
| Zonneschijnduur in hh:mi            | 193           | 201             | 314      | 2006 | 92       | 2000 |
| Gemiddelde temperatuur in °C        | 17,1          | 18,4            | 23,0     | 2006 | 13,5     | 1841 |
| Gemiddelde maximumtemperatuur in °C | 21,6          | 23,0            | 28,6     | 2006 | 17,4     | 1919 |
| Gemiddelde minimumtemperatuur in °C | 13,1          | 14,0            | 17,3     | 2006 | 10,6     | 1919 |
| Relatieve vochtigheid in %          | 78,5          | 74              | 90       | 1888 | 64       | 2006 |
| Gemiddelde dampdruk in hPa          | 15,2          | 15,5            | 18,1     | 1983 | 12,8     | 1863 |
| Neerslagtotaal in mm                | 74,3          | 73,5            | 196,5    | 1942 | 2,9      | 1885 |
| Neerslagdagen in d                  | 17            | 14,3            | 29       | 1936 | 2        | 1885 |
| [ 4 ] [ 5 ]                         |               |                 |          |      |          |      |

### Extremen
Overzicht van de hoogste en laagste 5 waarden voor de maand juli vanaf 1833 voor gemiddelde temperatuur en neerslaghoeveelheid en aantal neerslagdagen en vanaf 1887 voor zonneschijnduur(*) in Ukkel.
| | Gemiddelde temperatuur | Gemiddelde temperatuur | Zonneschijnduur | Zonneschijnduur | Neerslaghoeveelheid | Neerslaghoeveelheid | Aantal neerslagdagen | Aantal neerslagdagen |
| | Jaar                   | °C                     | Jaar            | uren            | Jaar                | mm                  | Jaar                 | dagen                |
| --- | ---------------------- | ---------------------- | --------------- | --------------- | ------------------- | ------------------- | -------------------- | -------------------- |
| Hoogste waarden                                                                                          |                        |                        |                 |                 |                     |                     |                      |                      |
| 2006 | 23,0                   | 2006                   | 314             | 1942            | 196,5               | 1936                | 29                   |                      |
| 2018 | 22,0                   | 1959                   | 311             | 1888            | 187,0               | 1930                | 28                   |                      |
| 1994 | 21,8                   | 1911                   | 310             | 1980            | 177,3               | 1919                | 25                   |                      |
| 1983 | 21,2                   | 2018                   | 298             | 1930            | 170,5               | 1910                | 25                   |                      |
| 1995 | 20,9                   | 1945                   | 292             | 2021            | 166,5               | 1966                | 25                   |                      |
| Normale waarde (oud)                                                                                     |                        | 17,1                   |                 | 193             |                     | 74,3                |                      | 17,0                 |
| Normale waarde (nieuw)                                                                                   |                        | 18,4                   |                 | 201             |                     | 73,5                |                      | 14,3                 |
| Laagste waarden                                                                                          |                        |                        |                 |                 |                     |                     |                      |                      |
| 1879 | 14,0                   | 1980                   | 120             | 1864            | 12,0                | 1921                | 7                    |                      |
| 1888 | 13,9                   | 1910                   | 120             | 1935            | 8,3                 | 2018                | 5                    |                      |
| 1907 | 13,6                   | 1919                   | 120             | 1911            | 8,1                 | 1969                | 5                    |                      |
| 1919 | 13,5                   | 1965                   | 106             | 1921            | 5,9                 | 1911                | 5                    |                      |
| 1841 | 13,5                   | 2000                   | 92              | 1885            | 2,9                 | 1885                | 2                    |                      |
| (*) Waarden vóór december 2008 werden omgerekend. Zie voor wijze van berekenen zonneschijnduur in Ukkel. |                        |                        |                 |                 |                     |                     |                      |                      |

### Uitzonderlijke gebeurtenissen
Deze zijn in België:
- 1841 – Koudste julimaand ooit.
- 1885 – Droogste julimaand ooit, zowel wat hoeveelheid als aantal regendagen betreft.
- 1911 – Slechts 5 regendagen in Ukkel (normaal: 16 dagen). Dit is een recordwaarde voor die maand in de 20ste eeuw, die geëvenaard wordt in juli 1969.
- 1911 – Zonneschijnduur in Ukkel 312 uur (normaal: 193 uur). Dit is de zonnigste maand juli van de eeuw.
- 1919 – Koudste maand juli van de eeuw: de gemiddelde temperatuur geraakt niet boven 13,5 °C in Ukkel (normaal: 17,0 °C).
- 1921 – De totale neerslaghoeveelheid van deze maand bedraagt slechts 5,9 mm voor Ukkel (normaal: 79,8 mm). Dit is de laagste waarde van de eeuw voor de maand juli.
- 1936 – Slechts 2 dagen van deze julimaand blijven droog.
- 1942 – Natste julimaand ooit in Ukkel: er valt 196,5 mm in de pluviometer (normaal: 79,8 mm).
- 1989 – Slechts vijf regendagen in Ukkel (normale: 16 dagen). Dit is het laagste aantal van de eeuw voor de maand juli, ex aequo met 1911. De grasvlakten in de Famenne en de Fagne lijden onder de droogte.
- 1994 – Uitzonderlijk warme maand juli. De gemiddelde temperatuur in Ukkel bedraagt 21,8 °C (normaal: 17,0 °C). Er worden ook 22 zomerdagen en 9 hittedagen geteld in Ukkel. Dit is de warmste maand van de eeuw (voor juli 1983 en augustus 1997).
- 2000 – Somberste julimaand ooit in Ukkel: de zon schijnt slechts 92 uur (normaal: 193 uur).
- 2006 – Warmste julimaand ooit. Dit geldt zowel voor gemiddelde, als minimum- en maximumtemperatuur. Tevens was het de zonnigste julimaand met 314 uur zonneschijn te Ukkel en telde men te Ukkel 26 zomerdagen.
- 2018 – Op een na warmste juli met te Ukkel gemiddeld 22,0 graden. Tevens telde deze julimaand te Ukkel slechts vijf regendagen (ex aequo met 1911 en 1989) en 26 zomerdagen (ex aequo met juli 2006).
- 2019 – Op 25 juli 2019 werd te Ukkel een maximumtemperatuur van 39,7 graden gemeten, de hoogste maximumtemperatuur te Ukkel sinds het begin van de waarnemingen in 1833.
- 2021 – Natste julimaand in 40 jaar met te Ukkel 166,5 mm neerslag (normaal 76,9 mm). In het stroomgebied van de Maas en zijrivieren leidde dit tot overstromingen, met in België 41 slachtoffers.
- 2022 - Droogste juli sinds 1885 met te Ukkel slechts 5.4 mm neerslag.